# Bruno Wolkowitch
Bruno Wolkowitch, właściwie Bruno Jacques Wolkowitch (ur. 10 maja 1961 w Paryżu) – francuski aktor.
Urodził się w polskiej rodzinie pochodzenia żydowskiego Wołkowiczów jako syn kosmetyczki/asystentki dermatologa i księgowego. Dzieciństwo spędził w Champigny-sur-Marne, w regionie Île-de-France, w departamencie Dolina Marny. W wieku ośmiu lat wyraził pragnienie, aby zostać aktorem. Mając jedenaście lat wystąpił w programie dla dzieci, gdzie śpiewał piosenkę "Le Petit Prince". W szkole średniej należał do grupy teatralnej, a następnie w latach 1981-84 uczęszczał do prywatnej szkoły dramatycznej Studio 34, gdzie poznał profesora Mathieu Claude. W 1984 roku uczył się w Conservatoire National d'Art Dramatique w Paryżu oraz zadebiutował na scenie w Monachium w przedstawieniu Parking Niebo (Parking du ciel, 1984). W latach 1984–87 uczęszczał do klasy Viviane Theophilides. W międzyczasie wstąpił do Comédie-Française, gdzie zagrał w spektaklach: Balkon (Le Balcon, 1985), Tragedia Makbeta (La Tragédie de Macbeth, 1986), Polyeucte de Corneille (1987)
Pojawił się w wielu filmach telewizyjnych, a największą popularność zdobył jako policjant, kapitan i dowódca Vincent Fournier w serialu Policja sondowa (P.J., 1997-2006).
Ze związku z Fanny Gilles ma córkę Lou (ur. 2006) i syna (ur. 2011).

## Filmografia

### Filmy kinowe
- 2005: Le Frangin d'Amérique jako Alexandre Beaufort
- 2004: Wielka rola (Le Grand rôle) jako Dr Guez (głos)
- 2003: Życie zaczyna się po czterdziestce (Qu'elle est belle la quarantaine!) jako Marc Blanchet
- 2003: Lagardere jako Henri de Largardère/Garbus
- 2001: Lepiej późno niż wcale (Mieux vaut tard que jamais) jako Martini
- 1998: Podwójny sekret (Doppio segreto)
- 1996: Zapach perfum (Dans un grand vent de fleurs) jako Guillaume Garlande
- 1994: Dziewica Joanna Cz. I, Bitwa (Jeanne la Pucelle I - Les batailles) jako Gilles de Laval
- 1994: Dziewica Joanna 2: Więzienie (Jeanne la Pucelle II - Les prisons) jako Gilles de Laval
- 1987: Uważaj z prawej (Soigne ta droite)
- 1983: Dla tych których kochałem (Au nom de tous les miens) jako Jurek

### Seriale TV
- 2002: Garonne jako Marc Tursan
- 2001: Les Cordier, juge et flic jako Marc Singer
- 2001: Méditerranée jako Melvil
- 1998: Doppio segreto
- 1997-2006: P.J. jako Vincent Fournier
- 1996: Dans un grand vent de fleurs jako Guillaume Garlande
- 1992: Maigret jako Albert Forlacroix
- 1990: Le Vagabond des mers
- 1990: Counterstrike jako Rene Verlaine
- 1989: Les Enquêtes du commissaire Maigret jako Vertbois
- 1989: Les Cinq dernières minutes jako Julien Delcourt
- 1989: Les Jupons de la révolution
- 1987: Madame le maire
- 1987: Série noire jako Ivan
- 1985: Dla tych których kochałem (Au nom de tous les miens) jako Jurek